# Хуан Антоніо Ріос
Хуан Антоніо Ріос Моралес (ісп. Juan Antonio Ríos; 10 листопада 1888, Каньєте — 27 червня 1946, Сантьяго) — чилійський політик, президент Чилі з 1942 по 1946 рік. Член Радикальної партії. Був висунутий кандидатом від Демократичного альянсу на президентських виборах 1942 року, проведених після смерті президента Педро Аґірре Серда, переміг на них Карлоса Ібаньєса дель Кампо.
Його уряд спочатку намагався зберігати нейтралітет під час Другої світової війни, але економічний і дипломатичний тиск в кінцевому підсумку призвів до розриву відносин з державами осі. Це сприяло тому, що Чилі отримала право на поставки по ленд-лізу, що здійснювалися США, і на отримання кредитів, які сприяли відновленню економіки. Тісні відносини зі Сполученими Штатами не являли серйозної проблеми після закінчення війни, в жовтні 1945 року, його кабінет пішов у відставку після державного візиту до Вашингтона.
На економічному фронті йому довелося мати справу зі зростанням безробіття і падінням заробітної плати, які були викликані падінням світових цін на мідь. Через погіршення стану здоров'я йому довелося піти з посади президента в січні 1946 року, передавши пост своєму міністру внутрішніх справ Альфредо Дуальде Васкесу. Незабаром після цього, 27 червня 1946 року, Хуан Ріос помер.